# 1315

## Починали
- 15 август – Маргьорит Бургундска, кралица на Навара и Франция